# Kaili
Kaili (en chino, 凯里; pinyin, Kǎilǐ) es un municipio bajo la administración directa de la Prefectura autónoma miao y dong de Qiandongnan, al sureste de la provincia de Guizhou, República Popular China. Situada en un valle rodeada de montañas a una altura media de 700 m s. n. m. en la Meseta Yunnan-Guizhou a orillas del río Zhòngān (重安江), un tributario del Yangtsé. Su área es de 1616 km² y su población total es de 656000 habitantes.
La zona es rica en recursos naturales como:carbón, hierro, cuarzo, petróleo y gas.

## Toponimia
Kaili es la transcripción fonética de la nativa lengua miao al chino. En el idioma Miao, el pueblo Mulao (木佬人) se llama "Kai" y los campos se llaman "Li". "Kaili" significa "el lugar donde el pueblo Mulao tiene sus campos".

## Administración
La ciudad de Kaili se divide en 18 pueblos que se administran en 7 subdistritos, 9 poblados y 2 villas.
- Subdistritos: Dashizi、Chengxi、Ximen、Yatang、Wanxi、Kaihuai y Ximahe.
- Poblados: Sankeshu、Zhouxi、Panghai、Wanshui、Lushan、Wanchao、Longchang、Xiasi y Bibo.
- Villas: Kaitang y Dafengdong.

## Clima
La ciudad tiene un clima monzónico subtropical húmedo, con una temperatura media anual de 16 °C, la temperatura más alta llega a los 37 °C, la temperatura más baja cae a los -7.4 °C. El territorio es bañado por el río Zhòngān que es la principal fuente de agua y suministra electricidad en una represa construida en la ciudad.
| Parámetros climáticos promedio de Kaili                    | Parámetros climáticos promedio de Kaili | Parámetros climáticos promedio de Kaili | Parámetros climáticos promedio de Kaili | Parámetros climáticos promedio de Kaili | Parámetros climáticos promedio de Kaili | Parámetros climáticos promedio de Kaili | Parámetros climáticos promedio de Kaili | Parámetros climáticos promedio de Kaili | Parámetros climáticos promedio de Kaili | Parámetros climáticos promedio de Kaili | Parámetros climáticos promedio de Kaili | Parámetros climáticos promedio de Kaili | Parámetros climáticos promedio de Kaili |
| Mes                                                        | Ene.                                    | Feb.                                    | Mar.                                    | Abr.                                    | May.                                    | Jun.                                    | Jul.                                    | Ago.                                    | Sep.                                    | Oct.                                    | Nov.                                    | Dic.                                    | Anual                                   |
| ---------------------------------------------------------- | --------------------------------------- | --------------------------------------- | --------------------------------------- | --------------------------------------- | --------------------------------------- | --------------------------------------- | --------------------------------------- | --------------------------------------- | --------------------------------------- | --------------------------------------- | --------------------------------------- | --------------------------------------- | --------------------------------------- |
| Temp. máx. abs. (°C)                                       | 26.0                                    | 29.9                                    | 33.6                                    | 36.4                                    | 35.2                                    | 35.4                                    | 37.5                                    | 36.8                                    | 36.5                                    | 32.5                                    | 28.3                                    | 27.8                                    | 36.4                                    |
| Temp. máx. media (°C)                                      | 8.4                                     | 10.1                                    | 15.1                                    | 21.3                                    | 25.2                                    | 28.0                                    | 30.3                                    | 30.5                                    | 26.9                                    | 21.6                                    | 16.3                                    | 11.6                                    | 20.4                                    |
| Temp. media (°C)                                           | 4.6                                     | 6.2                                     | 10.5                                    | 16.2                                    | 20.2                                    | 23.4                                    | 25.5                                    | 24.8                                    | 21.5                                    | 16.7                                    | 11.7                                    | 7.2                                     | 15.7                                    |
| Temp. mín. media (°C)                                      | 2.1                                     | 3.7                                     | 7.3                                     | 12.8                                    | 16.7                                    | 20.1                                    | 22.0                                    | 21.1                                    | 17.9                                    | 13.5                                    | 8.7                                     | 4.2                                     | 12.5                                    |
| Temp. mín. abs. (°C)                                       | -9.7                                    | -5.1                                    | -2.5                                    | 0.3                                     | 6.1                                     | 11.6                                    | 13.5                                    | 13.4                                    | 9.3                                     | 4.2                                     | -2.4                                    | -5.8                                    | -9.7                                    |
| Precipitación total (mm)                                   | 36.6                                    | 34.6                                    | 55.0                                    | 121.5                                   | 191.2                                   | 225.7                                   | 174.1                                   | 122.6                                   | 89.1                                    | 98.4                                    | 53.8                                    | 22.3                                    | 1224.9                                  |
| Días de precipitaciones (≥ 1 mm)                           | 14.9                                    | 14.4                                    | 15.9                                    | 17.6                                    | 17.6                                    | 16.5                                    | 14.0                                    | 13.9                                    | 11.2                                    | 13.6                                    | 10.3                                    | 10.2                                    | 170.1                                   |
| Fuente: 中国气象局公共气象服务中心 12 de diciembre de 2012 |                                         |                                         |                                         |                                         |                                         |                                         |                                         |                                         |                                         |                                         |                                         |                                         |                                         |
| Fuente n.º 2: 气候资源数据库                               |                                         |                                         |                                         |                                         |                                         |                                         |                                         |                                         |                                         |                                         |                                         |                                         |                                         |